# Chanukka
Chanukka (hebreiska: חֲנֻכָּה, tiberianska: Ḥănukāh, vanligtvis stavat חנוכה och uttalat [ˈχanuka] på modern hebreiska) eller hanukka, också känd som ljusets fest eller invigningsfesten, är en judisk högtid. Den varar i åtta kvällar från 25 kislev till 3 eller 4 tevet – det vill säga vid nymåne i november eller december – och firas till minne av Judas Mackabeus återinvigning av Jerusalems tempel år 164 f.Kr. sedan det under mackabéerupproret befriats från de seleukidiska härskarna.

## Bakgrund och ed
Enligt Talmud förklaras helgen med en legend om ett mirakel. Det fanns olja till templets lampor för en enda dag, men Gud såg till att oljan räckte i de åtta dagar som behövdes för att få fram ny tempelolja. Chanukka varar därför i åtta dagar, och varje kväll tänds ljus till minne av detta under – ett ljus den första dagen, två den andra, och så vidare. De åtta dagarna är enligt Talmud även en koppling till sukkot, som också firas i åtta dagar. Dessa åtta dagar är dock inte helgdagar så till vida att sabbatsbuden gäller, utan snarare en utdragen fest.
Till chanukka hör, synnerligen bland ashkenaziska judar, en traditionell leksak i form av en snurra, på jiddisch dreidel (hebreiska sevivon), och maträtter friterade i olja (såsom sufganiot och latkes), man äter ibland också karp, en tradition som förekommer även i Östeuropa till julen. Under chanukka tänder man ett ljus varje kväll i chanukka-staken (hebr. חַנֻכִּיָּה, Hanukiah), en åttaarmad ljusstake med plats för ett nionde ljus, som kallas tjänaren (shamash), och som används för att tända de övriga.
Chanukka upplevs ofta av den icke-judiska världen som ett alternativ till den kristna julen. Detta främst beroende på att chanukka ofta inträffar vid jultid, beroende på hur den judiska kalendern står i förhållande till den kristna, och många barn i judiska familjer får även gåvor under chanukka. En annan likhet är tändandet av chanukka-ljusen med ett nytt ljus för var och en av de åtta dagarna. Möjligen inspirerade denna sed till adventsljusen inom vissa grenar av kristendomen.

## Datum för chanukka
Chanukka börjar alltid den 25 kislev och slutar den 2 eller 3 tevet, beroende på om kislev har 30 eller 29 dagar. Eftersom det judiska året är ett vandringsår med ett komplicerat skottdags- och -månadssystem, blir tidpunkten olika för olika år i den gregorianska kalendern. Då dygnet i judisk helgberäkning anses vara från skymning (definierat som någon gång mellan solnedgång och att tre stjärnor kan ses) till skymning, avser nedanstående datum den första kvällen för chanukka. Huvuddelen av den första dagen faller på nästa dags datum.
- 4 december 2007
- 21 december 2008
- 11 december 2009
- 1 december 2010
- 20 december 2011
- 8 december 2012
- 27 november 2013
- 16 december 2014
- 6 december 2015
- 24 december 2016
- 12 december 2017
- 2 december 2018
- 22 december 2019
- 10 december 2020
- 28 december 2021
- 18 december 2022
- 7 december 2023
- 25 december 2024
- 14 december 2025
- 4 december 2026
- 24 december 2027
- 12 december 2028
- 1 december 2029
- 20 december 2030
- 9 december 2031
- 27 november 2032
- 16 december 2033
- 6 december 2034
- 25 december 2035
- 13 december 2036
- 2 december 2037
- 21 december 2038
- 11 december 2039
- 29 november 2040
- 17 december 2041
- 7 december 2042
- 26 december 2043
- 14 december 2044
- 3 december 2045
- 23 december 2046
- 12 december 2047